# Батьки і діти (фільм, 1958)
«Батьки і діти» (рос. «Отцы и дети») — російський радянський повнометражний кольоровий художній фільм, поставлений на Кіностудії «Ленфільм» в 1958 році режисерами Адольфом Бергункером та Наталією Рашевською по однойменниму роману І. С. Тургенєва.
Прем'єра фільму в СРСР відбулася 4 травня 1959 року.

## Зміст
Коли приходить нове, то як слід вчинити — відсунути минуле або ж покладатися на вже наявний досвід старших? З цим питанням стикається кожне покоління, вирішуючи його в різних ситуаціях своїм способом, але від цього питання не стає менш болючим і нагальним. А з іншого боку підступають питання про цінності, дружбу, кохання, зраду і підтримку.

## Ролі
- Базарови:
Віктор Авдюшко — Євген
Микола Сергієв — Василь Іванович
Катерина Александровська — Аріна Власівна
- Кірсанови:
Едуард Марцевич — Аркадій
Олексій Консовський — Микола Петрович
Бруно Фрейндліх — Павло Петрович
- Ізольда Ізвицька — Феничка
- Алла Ларіонова — Одинцова Ганна Сергіївна
- Валентина Буланова — Катя, її сестра

## В епізодах
- В. Арсентьєв
- Н. Виноградов
- Георгій Віцин — Ситников
- Сергій Голубєв
- Анна Єсипович
- Людмила Макарова — Кукшина
- Ніна Дробишева — Дуняша, няня
- Павло Панков — мужик
- Павло Первушин
- В. Торгонін
- Юрій Родіонов
- Муза Крепкогорська  (в титрах не вказана)

## Знімальна група
- Автори сценарію — Олександр Вітова, Наталія Рашевська
- Постановка — Адольф Бергункер, Наталія Рашевська
- Головний оператор — Анатолій Назаров
- Головний художник — Ігор Вускович
- Режисер — Вадим Терентьєв
- Композитор — Венедикт Пушков
- Звукооператор — Борис Антонов
- Оператор — Костянтин Соловйов
- Монтажер — Євгенія Маханькова
- Редактор — Ісаак Гликман
- Художники:
по костюмах — Лідія Шільдкнехт
по гриму — Василь Ульянов
- Консультант — В. Глінка
- Комбіновані зйомки:
Оператор — Б. Дудов
Художник — В. Михайлов
- Директор картини — Микола Семенов